# Marzena Godecki
Marzena Godecki (* 28. September 1978 in Bytom, Woiwodschaft Schlesien) ist eine ehemalige australische Jugendschauspielerin polnischer Herkunft.

## Leben
Marzena Godecki wurde in Polen geboren. Sie zog im Alter von vier Jahren mit ihren Eltern nach Melbourne, Australien. Im Alter von 16 Jahren, als sie an einer Modern-Dance- und Ballettschule studierte, sprach sie mit mehr als 500 anderen Mädchen für die Rolle der Neri in der Fernsehserie Ocean Girl vor und wurde schließlich ausgewählt. Nach ihrem Engagement in dieser Serie hat sie die Schauspielerei aufgegeben. Sie arbeitet heute als Modedesignerin für Lightning Bolt Surf Label.

## Filmografie
- 1993: Twist total – Eine australische Familie legt los (Round the Twist) (Fernsehserie, 6 Episoden)
- 1994–1997: Ocean Girl (Fernsehserie, 78 Episoden)